# ClickOnce
ClickOnce — технологія Microsoft, що дозволяє користувачеві встановлювати та запускати smart client застосунки під Windows шляхом натискання на посилання на вебсторінці. ClickOnce є компонентом .NET Framework, починаючи з версії 2.0, та підтримує розгортання застосунків, зроблених із Windows Forms чи Windows Presentation Foundation. Вона подібна до Java Web Start для платформи Java чи Zero Install для Linux.

## Опис
Ключовим принципом ClickOnce є простота розгортання застосунків Windows. Крім того, ClickOnce спрямована на вирішення трьох інших проблем звичайних моделей розгортання: складності оновлення розгорнутого застосунку, конфлікту застосунків на комп'ютері користувача та потреби в адміністраторських правах для встановлення застосунків.
Розгорнуті за допомогою ClickOnce застосунки вважаються «малоконфліктними», адже вони встановлюються для користувача, а не на комп'ютер. Для встановлення таких застосунків не вимагається адміністраторських прав. Кожний застосунок ClickOnce ізольований від інших. Це означає, що жоден з них не має змоги «зламати» інший. ClickOnce використовує Code Access Security (CAS), завдяки чому системні функції не можуть бути викликані застосунком ClickOnce з Інтернету, забезпечуючи безпеку даних і клієнтської системи загалом.

## Застосунки
Модель ClickOnce підтримує як встановлені (подібні до звичайних застосунків Windows з інтеграцією з меню «Пуск»), так і онлайн-застосунки (браузерні застосунки, які не встановлюються, а лише запускаються та кешуються). Застосунки ClickOnce можуть бути розгорнуті на комп'ютері з Інтернету, загального мережевого ресурсу чи навіть із файлу на CD.
Технологію розгортання ClickOnce було інтегровано у Visual Studio, починаючи з версії 2005. Вона також спочатку підтримується MSBuild, технологією керування складаннями Microsoft.

## Маніфести
Розгортання ClickOnce контролюється за рахунок використання двох XML-файлів маніфесту: розгортання та застосунку. XML-формат маніфестів той самий, що й у реалізації side-by-side assembly. Маніфест розгортання (файл *.application) описує модель розгортання: поточну версію, поведінку оновлення й особу видавця з цифровим підписом; авторами цього маніфесту мають бути адміністратори, які виконують розгортання. Маніфест застосунку (файл *.exe.manifest) описує складові застосунку, залежні бібліотеки та перелік прав, яких вимагає застосунок. Автором цього файлу має бути розробник застосунку. Для запуску застосунку ClickOnce користувач натискає на файлі маніфесту розгортання.
Наразі ClickOnce буде запущено, лише якщо URL маніфесту розгортання відкрито в Internet Explorer. Якщо URL розгортання запущено з іншого застосунку, як-от Outlook, Word або Excel, застосунок буде успішно запущено, лише якщо Internet Explorer є браузером за замовчуванням.

## Оновлення
Застосунки ClickOnce можуть самооновлюватися; вони можуть перевіряти новіші версії, щойно вони стають доступними, та автоматично замінювати будь-які оновлені файли. Для цих можливостей встановлених застосунків ClickOnce представляє декілька опцій оновлення. Застосунки можуть бути налаштовані на перевірку оновлень під час запуску чи після нього. ClickOnce також надає програмний API для налаштування поведінки оновлення. Також є підтримка необхідних чи обов'язкових оновлень для керування постійними оновленнями та забезпечення переходу всієї користувацької бази на нову версію за прийнятний час.

## Проблеми безпеки
Застосунки ClickOnce не може бути встановлено з захищеної паролем вебдиректорії. Це не дозволяє створювати застосунки з обмеженим доступом, лишаючи їх доступними з Інтернету.

## Підтримка браузерів
До версії .NET Framework 3.5 з Service Pack 1, ClickOnce працював лише з Internet Explorer, хоча доповнення FFClickOnce дозволяло Firefox підтримувати її. 7 жовтня 2011 року випущено сучасніший аналог FFClickOnce під назвою FxClickOnce.
Microsoft .NET Framework 3.5 з Service Pack 1 включає розширення Firefox під назвою .NET Framework Assistant, що дозволяє підтримку ClickOnce у Firefox 3 і новіших. Однак, перший випуск цього розширення мав проблему, що перешкоджала користувачам видаляти доповнення так само, як видаляються інші доповнення: відповідну кнопку «Видалити» в діалоговому вікні «Доповнення» було вимкнено. 6 травня 2009 року Microsoft випустила оновлення з виправленням цієї проблеми, а також опублікувала статтю підтримки, що допомагала користувачам вручну видалити цей компонент. Крім того, пізніші версії Microsoft .NET Framework Assistant, включені до Windows 7 та .NET Framework 4, не мають даної вади.